# Mary Elizabeth Tripe

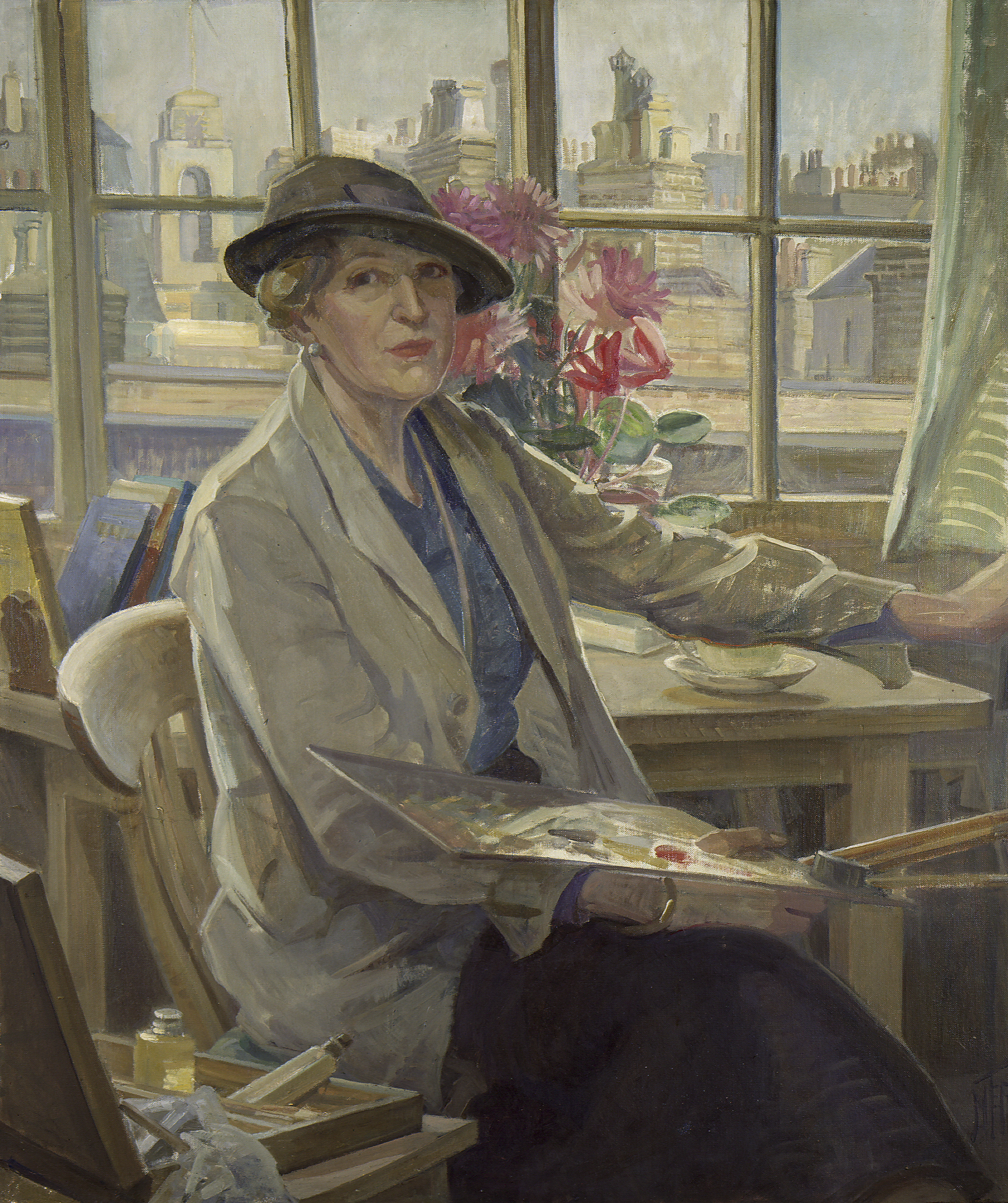
Selbstporträt Tripes, Öl auf Leinwand, ca. 1937

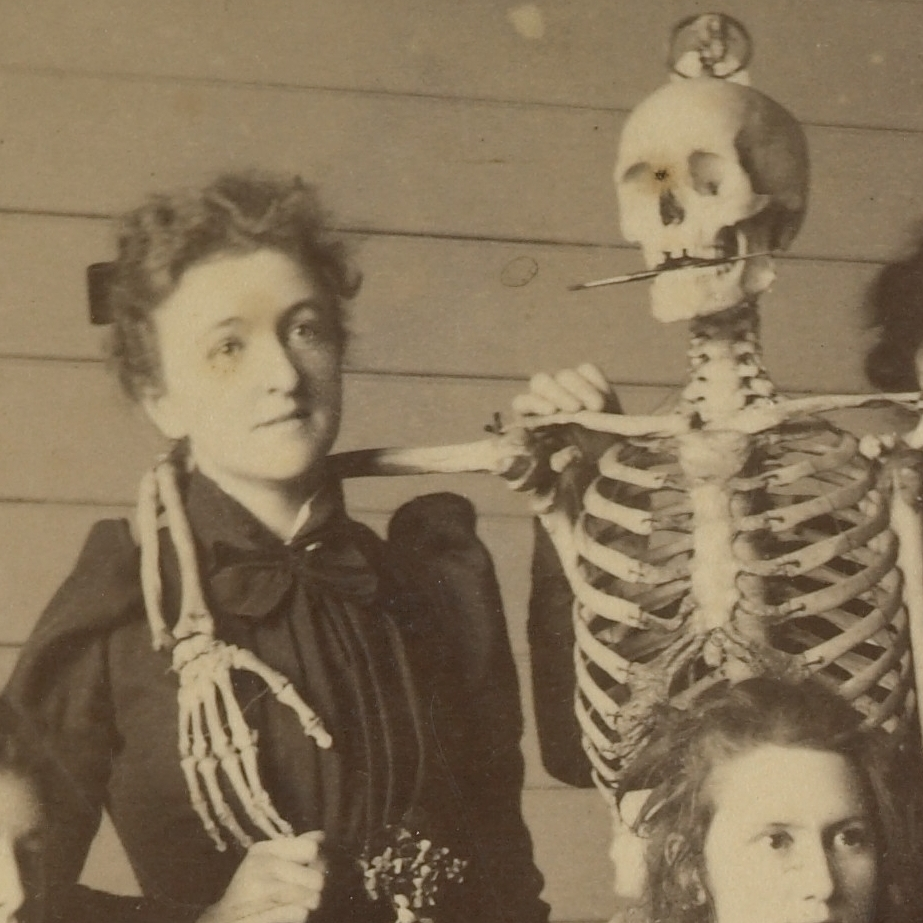
Mary Elizabeth Tripe (1890er)

Mary Elizabeth „Mollie“ Tripe (* 14. September 1870 in Opawa, Christchurch als Mary Elizabeth Richardson; † 21. September 1939 in Wellington), auch M. E. R. Tripe, war eine neuseeländische Malerin, die sich vor allem in der Porträtmalerei hervortat.

## Leben
Mary Elizabeth Richardson wurde 1870 in Christchurch als Tochter des Politikers Edward Richardson und dessen zweiter Ehefrau Frances Mary Elizabeth Corke geboren. Sie besuchte zunächst eine lokale Schule und dann ab 1884 die Christchurch Girls’ High School, bevor die Familie im gleichen Jahr nach Wellington zog, als ihr Vater einen Kabinettsposten erhielt. Dort nahm sie ab 1886 Kunstunterricht an der Wellington School of Design, die sie 1890 mit dem Erhalt einer Kunstlehrer-Lizenz und 1894 mit dem Erhalt des art master’s certificate abschloss. Ab 1889 war sie zudem Teil des Lehrkörpers jener Hochschule, die ab 1891 den Namen Wellington Technical School trug. Eng arbeitete sie mit anderen Lehrern der Hochschule wie Arthur Dewhurst Riley, Mabel Hill und James Nairn zusammen. Richardson selbst erarbeitete sich den Ruf einer verständnisvollen Lehrerin mit lebhaftem Charakter. Im November 1900 heiratete sie in Wellington den Juristen Joseph Albert Tripe und trat damit von ihrer Position als Kunstlehrerin an der Wellingtoner Hochschule zurück, setzte aber ihre Lehrtätigkeit in ihrem Atelier in der gemeinsamen Wohnung des Ehepaars in Wellington fort. Ihre Gemälde signierte sie fortan mit M. E. R. Tripe oder kurz MERT. Gemeinsam mit ihrem Ehemann unternahm sie ab der Hochzeit regelmäßige Europareisen, auf denen sie Unterricht beim Londoner Maler Frederic Whiting nahm. Diese Reisen setzte sie nach dem Tod ihres Ehemannes 1926 fort; zeitweise unterhielt sie in London ein eigenes Studio.
Tripes Frühwerk ist im Stil des Impressionismus gehalten, doch schon bald distanzierte sie sich von den avantgardistischen Tendenzen des neuseeländischen Impressionismus und entwickelte einen mehr konservativen Malstil. Daher rührt ihr Ruf als Gegnerin des Modernismus, wenngleich sie in ihrem Spätwerk mit modernistischen Elementen durchaus experimentierte. Tripes Hauptwerk entfällt auf die Porträtmalerei, wobei sie sich den Ruf einer der führenden Porträtmaler Neuseelands erarbeitete. Sie porträtierte sowohl die Oberschicht Wellingtons – wie beispielsweise die Malerin Dorothy Kate Richmond – als auch national bekannte Personen wie den Politiker Robert Stout, den Juristen Michael Myers und den Schriftsteller Truby King. Etwa 1937 fertigte sie ein Selbstporträt an, etwa zeitgleich erhielt sie die King George VI Coronation Medal. Ihre Gemälde stellte sie in diversen Galerien Neuseelands, aber auch in Übersee aus, darunter in den Räumen der Royal Society of Portrait Painters und der Royal Academy of Arts in London und bei der Société des Artistes Français in Paris. In Neuseeland unterstützte sie intensiv die erfolgreichen Bemühungen um die Errichtung einer Nationalgalerie, die heute Teil des Museum of New Zealand Te Papa Tongarewa ist. Tripe starb im September 1939 in Wellington eine Woche nach ihrem 69. Geburtstag. Ihr Werk ist heute in vielen bedeutsamen Kunstmuseen Neuseelands vertreten.